# Ле Лонг Дінь
Ле Лонг Дінь (в'єт. Lê Long Đĩnh; 15 листопада 986 — 19 листопада 1009) — 3-й імператор Дайков'єту з династії ранніх Ле. Панував в 1005—1009 роках. Посмертне ім'я Ле Нгоа Ч'єу.

## Життєпис
Був п'ятим сином імператора Ле Хоана. Його матір'ю була наложниця Д'єу Ну. Народився 986 року в Хоали. 992 року отримав титул Кхаймінь-вионг та в управління провінцію Данг.
1005 року після смерті батька вступив у боротьбу за владу з братами Ле Нган Тіхом, Ле Лонг Кінєм при номінальному імператорові Ле Чунг Тонзі. Втім останній до жовтня 1005 року переміг більшість суперників. Але через 3 дні після перемоги Ле Лонг Дінь відправив найманця, який вбив Ле Чунг Тонга. До грудня 1005 року Ле Лонг Дінь здолав інших братів й став імператором під ім'ям Кхай Тхієн Унг Тхань Ван Тха Ву Так Тхіен Сен Дао Дай Тханг Мінь Куанг Х'єу.
Дотримувався мирних відносин з імперією Сун, куди негайно, відповідно до традиції, відправив посольство на чолі з братом Ле Мінь Шионгом, якого оголосив спадкоємцем трону. Натомість від китайського уряду Ле Лонг Дінь отримав нове власне ім'я Т'ї Чунг, що було високою честю, а також видали спеціально виготовлену печатку та бірку. Ле Лонг Дінь погодився одружитися з китайською аристократкою, що зміцнило його стосунки з Сун.
У внутрішній політиці проводив послідовну політику централізації влади монарха, зміцнення впливу свого уряду та приборкання сепаратистів-князів. Це викликало невдоволення знаті.
У 1007 і 1008 роках відправляв посольства до Китаю. Отримував від китайського двору вчених-буддистів та 9 класичних китайських текстів з літератури, філософії, обрядів й церемоній, історії, канонів конфуціанства. Загалом Ле Лонг Дінь підтримував поширення буддизму, що також збільшило кількість його ворогів.
1009 року внаслідок заколоту військових та знаті Лонг Дінь був повалений та вбитий, після чого змовники оголосили, що він раптово помер від геморою. Малолітнього сина загиблого — Ка — було відсторонено від правління. Новим імператором став командувач гвардії (тхан ве) Лі Тхай То, який засновував власну династію.

## Характеристика
У в'єтнамських та китайських хроніках створено образ садиста та вбивці, чия жорстокість та недбальство державними справами призвели до падіння династії ранніх Ле. Втім на думку сучасних дослідників таку думку про Лонг Діня було нав'язано за династії пізніх Лі, що прийшла на зміну ранніх Ле з метою виправдати повалення Лонг Діня.